# 삼국 시대 이전의 교육
삼국 시대 이전의 교육은 원시사회에서 삼국이 건국되기 이전까지 이루어졌던 교육을 의미하며, 역사 시대 이전의 교육도 포함한다. 연대적으로는 기원전 4만년 전부터 기원전 2000년경까지를 원시 사회의 교육, 기원전 2000년경에서 0년까지를 고조선 및 원삼국 시대의 교육으로 구분한다.
일반적으로 원시 사회의 교육 모습은 세계적으로 보편적으로 나타나는 것으로 알려져 있다. 참고로, 신석기 시대의 교육에 관련된 직접적인 유물이나 관련 사료가 존재하는 서양 세계와는 달리 동양 세계에는 관련된 사료가 극히 적기 때문에, 해당 시기의 교육활동을 서양세계의 기준에 맞추어 추론해 볼 수밖에 없다는 점을 고려하여야 한다.
그런데 원시 사회 이후의 한민족의 교육활동에 대해서도 직접적으로 접근할 수 있는 방법은 사실상 전무하다. 중국과는 달리 해당 시기에 작성된 문헌이나 전해지는 물리적 사료가 전하지 않기 때문이다. 따라서 이 시기의 교육활동에 대해서 탐구할 때는 중국의 사서에 기록된 당시 사회상을 바탕으로 추론할 수밖에 없으며, 여기서 추론된 것을 바탕으로 당대의 교육활동에 대한 의미를 찾을 수밖에 없다.

## 원시 사회의 교육
교육은 인간이 생활하기 시작한 때부터 시작되었을 것으로 볼 수 있기 때문에 교육이 시작된 지점을 정확히 규명하는 것은 불가능하다. 교육은 인류가 교육이라는 화두를 말하기 전부터 존재했던 것이고 교육에 대한 학문적 접근이 이루어지기 이전에 교육에 대한 사고가 있었다. 그런데 원시인들의 행동은 본능적 충동을 크게 벗어나지 못하였기 때문에 원시시대의 교육에는 목적의식이 거의 없었다고 추론할 수 있다. 원시인들은 인문학적인 사고를 하지 못했으며, 다만 어떻게 하면 자신의 생명을 보존하며 파괴적 자연력과 자기 이외의 인간으로부터 자신의 공동체를 보호할 수 있는가에 대한 사고만을 하였다. 이러한 이유로 원시인들은 교육의 주요 목적을 ‘안전’에 두었다. 원시인들은 인간 이외의 생물과 무생물에 공포를 느꼈으며, 나무・암석・폭풍・천둥과 같은 모든 자연물을 생명체로서 여기었다. 자연의 신비성은 그들에게 공포의 대상이었으며, 자연물이 인간의 운명을 결정할 수 있다고 생각하였다. 이러한 사고에서 물활론적인 원시 종교가 발생한 것이다. 이후 이 물활론적 종교는 철학으로 발전하면서 인간의 사고를 발전시켰다. 동북아시아에 걸쳐 널리 전파된 샤머니즘도 물활론적 종교에서 파생된 원시 철학의 일종인 것이다.
원시인들의 교육의 다음 목적은 바로 ‘단결’에 있었던 것으로 여겨진다. 위험에 대한 공포는 원시인들을 가족, 씨족, 종족 등으로 단결하게 하였다. 원시인들은 이러한 단결 하에서 혈족 단체에 결부되어 생활하였으며, 이것을 떠나서는 인격체로 인정받지 못하였다. 한편, 원시인들은 단독으로는 자연력에 대항할 수 없기 때문에 종족 간의 공동생활을 영위하게 되었다. 이러한 공동생활 단위는 자급자족을 하는 경제적인 독립체였으며, 단위의 중대한 일은 종족회의에서 결정하였다. 이 결과로 원시교육에서는 개인의식보다는 단체의식이 강조되었고 개인보다는 단체의 안위를 더 중히 여겼다.
원시시대의 교육내용은 ‘안전’과 ‘단결’의 기치 아래서 구성된 것으로 여겨진다. 먼저, 인간의 기본적인 생활과 안전에 대한 교육이 이루어졌다. 이러한 교육은 과실이나 식물, 어패류 등과 같은 식량을 안전하게 얻는 방법, 사냥에 필요한 도구를 만드는 방법, 수렵, 어로, 전투를 하는 방법 등을 그 내용으로 갖고 있었을 것으로 보인다. 다음으로는 종교적인 의식인 예전 교육이 이루어졌다. 이 예전교육은 영혼을 위로하는 것으로서 집단에서 섬기는 대상에 대한 의식과 관련된 지식을 전수하는 것이었다. 이러한 예전교육에서는 춤이나 노래, 그림 교육이 행해졌으며, 문명사회에 진입해서는 예술의 기원이 되기도 하였다. 마지막으로는 집단 생활에서의 구성원으로서 필요한 관습에 대한 지식 교육이 행해졌다.
또한 원시사회에서는 신체훈련도 행해졌던 것으로 보인다. 유아에게는 그들이 공포심을 갖지 않도록 하기 위하여 사람을 구타하는 방법을 교육하였고, 소년에게는 몸을 민첩하게 움직이는 방법과 자신에게 가해지는 장애물을 피할 수 있도록 훈련하였다. 청년들은 자신의 부모들이 가하는 구타를 참고 견디는 훈련을 받았으며, 용감한 행동을 하도록 요구받았다. 이와 같은 신체 훈련은 그들의 적인 동물이나 다른 집단의 인간 사이에서의 생존경쟁에서 그 자신과 종족을 보호하기 위한 것이었다.
원시교육의 방법으로는 시행착오법 사용된 것으로 여겨진다. 시행착오법은 집단의 관습이나 금기, 예전등의 범위 내에서만 허용되었다. 한편, 원시교육 체계에서 매우 중요한 행사는 성년식(청년식, 입회식)이 있다. 이러한 성년식은 종족 청년을 가치 있는 일원으로 만들기 위한 것으로 종족의 연장자나 사제가 주관하였다. 성년식 기간에 수련대상자들은 종족의 비밀과 성교에 대해서 배우고 그 자신과 집단의 발전을 위한 실제적인 훈련을 받았다. 성년식 마지막에 청년들이 고통 속에서 종족의 비밀을 누설하지 않는 과정을 거쳐야만 했다.

## 고조선의 교육
역사학계에서 고조선의 건국과 그 성립에 대하여서는 상당히 이견이 많으며, 사료와 유물의 불상치로 인하여 역사적 사실로 확정할 수 없는 요소가 많다. 이 때문에 한국 교육사에서 고조선의 교육과 그것을 논하는 것에 대해서도 여러 가지 논란이 있다. 하지만 고조선이 존재했던 것은 분명한 것으로 여겨지며, 고조선 치국의 근본으로서 교육의 존재를 교육사적으로 상정해볼 수 있다. 고조선의 교육이 학교 교육의 형태를 갖추지 못한 원시적 상태라고 하여도 고조선이 한국사에서 차지하고 있는 역사적 비중과 관련할 때 간과할 수 없는 문제이다.
《삼국유사》의 고조선에 관련된 설화에 의하면 환웅이 태백산의 신단수 아래에 신시를 설립하고 홍익인간의 기치를 내걸었다고 한다. 환웅은 홍익인간이라는 교육목표를 실현하기 위한 현실적 교육방법으로서, 농경사회와 관련되는 기상을 주관하는 관리들을 거느리고 인간을 교화하였다고 한다. 또한 곰과 호랑이에게 인간이 될 수 있는 방법을 교수했다는 우화적 이야기도 원시사회의 교육적 유산이라고 볼 수 있다.
고조선의 기록 중 교육활동과 관련하여 주목할 만한 것이 바로 ‘박사(博士)’란 명칭이 등장한다는 것이다. 《삼국지위지동이전》에는 준왕이 망명한 위만에게 박사라는 직위를 내려 나라의 서쪽 변방을 지키게 했다는 기록이 등장한다. 당시 박사란 직위는 군사와 관련된 것으로 여겨지나, 중국의 경우에 박사라는 직위가 훈회지임(訓誨之任)이었고, 고조선의 제도 대부분이 중국의 영향을 받았음으로 볼 때, 박사라는 직위는 교학직제(敎學職制)의 일종이었다고도 생각해 볼 수 있다.

## 원삼국 시대의 교육
부여를 비롯하여 옥저, 동예, 고구려, 마한, 진한, 변한 등의 여러 부족국가들은 고대국가의 국가형식을 어느 정도 갖추어 지배자와 피지배자 간의 계급적 분화를 시작하였다. 이러한 부족국가들에서의 교육에 대한 기록이나 학교교육이 행해졌다는 증거는 찾아 볼 수 없으므로 이들 국가의 사회상과 결부하여 교육 사상과 그 내용을 유추해 볼 필요가 있다.
먼저 이러한 부족국가에서는 계급의 분화에 의한 지배체제가 확립되고 있었다. 즉, 당시는 원시국가에서 고대국가로 발전해가는 과도기로, 국가 조직이 확립되어감에 따라 계급의 분화에 의한 윤리 관념이 성립되기 시작했던 시기인 것이다. 따라서 이러한 윤리 관념을 바탕으로 한 교육이 행해졌음을 추론할 수 있다. 이와 결부하여 이러한 부족국가에서는 사회를 통제하기 위하여 나름대로의 제정한 법률에 대한 교육도 이루어졌음을 짐작할 수 있다.
또한, 이들 부족국가는 제정일치 국가로서 모든 생활 전반이 신앙생활과 결부되던 시기이다. 이러한 측면을 고려한다면 경천사상이나, 제천행사, 주술적 신앙과 결부하여 교육이 행해졌다는 것을 생각해 볼 수 있다. 소의 발굽, 별자리 등을 통해 길흉을 점치는 방법, 제사를 지내기 위해 준비하는 방법과 제사를 지내는 방법 등이 그러한 교육에서 행해졌을 것이다.
한편, 중국의 고서 《박물지》에 의하면 ‘부여와 진한에 문자가 있어 횡서 또는 좌서한다.’라는 기록이 있는 것으로 미루어보아, 부여나 진한에서는 한문을 받아들여 사용했음을 알 수 있다. 이와 같은 문자의 사용은 이들 국가의 문화적 수준이 높은 단계에 이르렀음을 의미하는 것이며, 문자교육을 위한 초보적인 교육 체계가 갖추어졌다고 생각해 볼 수 있다.

## 참고 문헌
- 《Geschichte der Pädagogik》, Albert Reble 저, 슈투트가르트 대학교 출판부, 1980.
- 《교육의 철학과 역사》, 한국교원대학교 사범대학, 한국교원대학교 출판부, 163, 1999.
- 《서양교육사》, 윌리엄 보이드 저, 이홍우 외 2인 공역, 교육과학사, 2011.